# Villa Figueroa
Villa Figueroa es una localidad argentina ubicada en el departamento Figueroa de la provincia de Santiago del Estero.

## Ubicación
Se encuentra en el cruce de las rutas provinciales 2 y 50, 1 km al este del río Salado. Se toma como fecha de fundación el año 1860.

## Historia
El nombre de Figueroa se remonta a la encomienda cedida en 1703 a Juan de Paz y Figueroa, a orillas del río Salado en la actual Villa Figueroa. Martín de Moussy la describió como una de las localidades importantes del interior provincial. El ingeniero Mounier realizó el trazado de la villa en 1874 por orden del gobernador Absalón Ibarra, en un proceso que involucró a varias localidades más. En 1881 queda institucionalizado el nombre al cambiarse el nombre del departamento de Matará al Norte a Figueroa, y en 1886 hay registros de que Villa Figueroa era su cabecera, con una población de 500 habitantes, escuela y una biblioteca. No obstante a comienzos del siglo XX cede ese lugar en favor de La Cañada, coincidiendo con el comienzo de un persistente éxodo poblacional, que la relegó del desarrollo de la infraestructura como accesos, hospital o recreación. Se estima que en los últimos años el éxodo se pudo haber producido a localidades cercanas como La Cañada o Bandera Bajada, en virtud de los indicadores demográficos existentes. El agua llega desde el dique Figueroa hasta una represa en la localidad que fue arreglada en 2008, ya que el agua no llegaba hasta ella.

## Población
Cuenta con 72 habitantes (Indec, 2010), lo que representa un incremento del 188% frente a los 25 habitantes (Indec, 2001) del censo anterior. Por la caída poblacional de los últimos años se la considera una localidad en desaparición.
| Gráfica de evolución demográfica de Villa Figueroa entre 1991 y 2010 |
|                                                                      |
| Fuente: Censos nacionales del INDEC                                  |